# عروس دریایی (فیلم)
عروس دریایی (عبری: מדוזות‎)، فیلم اسرائیلی در سبک درام است که در سال ۲۰۰۷ اکران شد. اتگار کرت و شیرا گفن کارگردانان این فیلم هستند.

## جوایز
این فیلم در سال ۲۰۰۷ برنده جایزه دوربین طلائی از جشنواره فیلم کن شد. در سال ۲۰۰۸ نیز به عنوان فیلم برگزیده جشنواره بین‌المللی فیلم تورنتو انتخاب شد.